# Dōbutsu sumō taikai
Dōbutsu sumō taikai (動物相撲大会? lett. "Il torneo di sumo degli animali") è un cortometraggio d'animazione giapponese del 1931.

## Trama
Gli animali organizzano un torneo di sumo. Nella competizione si distingue la scimmia, che sconfigge con agilità e destrezza ogni sfidante. A fine giornata viene premiata con una coppa dall'elefante.